# Moulins-sur-Yèvre
Moulins-sur-Yèvre is een gemeente in het Franse departement Cher (regio Centre-Val de Loire) en telt 466 inwoners (1999). De plaats maakt deel uit van het arrondissement Bourges.

## Geografie
De oppervlakte van Moulins-sur-Yèvre bedraagt 15,3 km², de bevolkingsdichtheid is 30,5 inwoners per km².
De onderstaande kaart toont de ligging van Moulins-sur-Yèvre met de belangrijkste infrastructuur en aangrenzende gemeenten.

## Demografie
Onderstaande figuur toont het verloop van het inwonertal (bron: INSEE-tellingen).